# Lékařská etika

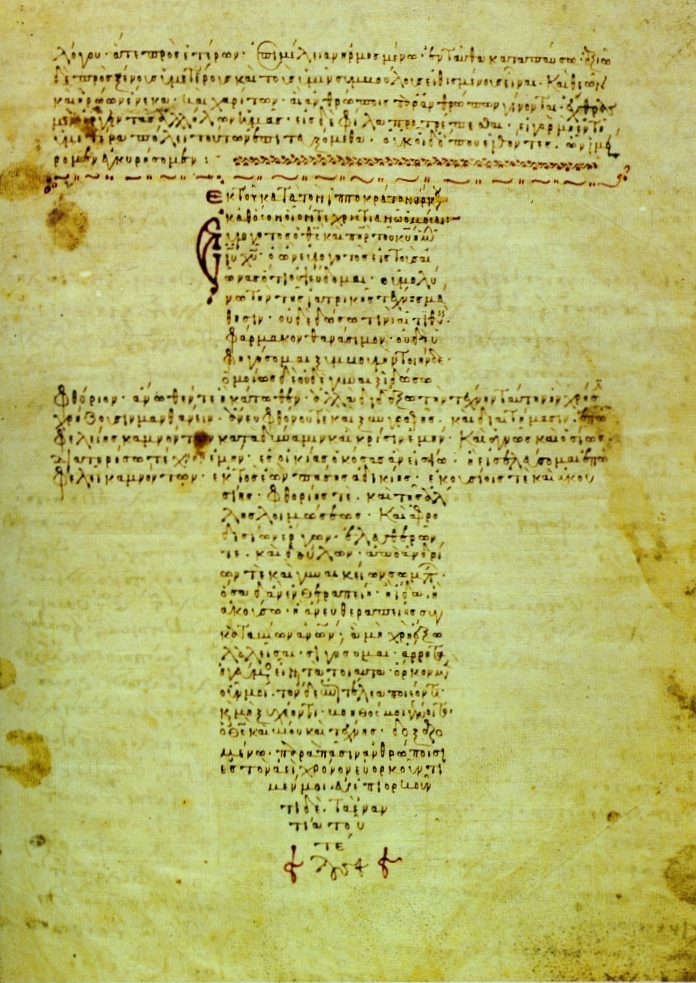
Byzantský rukopis Hippokratovy přísahy z 12. století

Lékařská etika je odvětví aplikované etiky, které se zabývá morálními aspekty klinické praxe a vědeckého klinického výzkumu. Lékařská etika je založena na souboru hodnot, na které se mohou odborníci odvolávat v případě nejasností nebo konfliktů. Mezi tyto hodnoty patří respektování autonomie, nepoškozování (nonmaleficence), prospěšnost (beneficience) a spravedlnost. Tyto zásady umožňují lékařům, poskytovatelům péče a rodinám vytvořit léčebný plán a pracovat na dosažení stejného společného cíle. Zmíněné hodnoty nejsou řazeny podle důležitosti nebo významu a všechny obsahují zásady týkající se lékařské etiky. Může však dojít ke konfliktu, který vede k potřebě hierarchizace etického systému tak, že některé morální prvky převáží nad jinými s cílem uplatnit nejlepší morální úsudek v obtížné lékařské situaci. Lékařská etika je zvláště důležitá při rozhodování o nedobrovolné léčbě a nedobrovolném předání do péče.
Historicky čerpá lékařská etika z různých pramenů. Hippokratova přísaha z 5. století př. n. l. pojednává o základních zásadách pro lékaře. Dva známé a uznávané dokumenty, které přispěly k vývoji lékařské etiky, jsou Norimberský kodex (1947), který formuloval etické základy lékařského výzkumu s lidskými subjekty, a Helsinská deklarace (1964), která dále rozšířila etické aspekty klinického výzkumu a definuje zásady, jako je informovaný souhlas a ochrana práv pacienta. K dalším významným mezníkům v historii lékařské etiky patří rozvoj hemodialýzy v 60. letech 20. století. Vzhledem k tomu, že počet dialyzačních přístrojů byl zpočátku omezený, vyvstala etická otázka, které pacienty léčit a které ne a jaké faktory při takovém rozhodování použít. V poslední době vyvolávají důležité morální otázky nové techniky, jejichž cílem je prevence a léčba nemocí s využitím editace genů. Řeší se otázky ohledně jejich využití v medicíně a léčbě a případných společenských dopadů na budoucí generace, kvůli jejich propojení s eugenikou zůstává toto téma kontroverzní.
Přestože se lékařská etika v průběhu historie vyvíjela a měnila, důraz na spravedlivé, vyvážené a morální myšlení napříč všemi kulturními a náboženskými prostředími na celém světě zůstává. Obor lékařské etiky zahrnuje jak praktickou aplikaci v klinickém prostředí, tak vědeckou práci v oblasti filozofie, historie a sociologie.
Lékařská etika zahrnuje prospěšnost, autonomii a spravedlnost v souvislosti s problematikou, jako je eutanazie, důvěrnost informací o pacientovi, informovaný souhlas a střet zájmů ve zdravotnictví. Lékařská etika je propojena s kulturou, neboť různé kultury uplatňují etické hodnoty odlišně, někdy kladou větší důraz na rodinné hodnoty a oslabují význam autonomie. To vede k rostoucí potřebě kulturně citlivých lékařů a etických komisí v nemocnicích a dalších zdravotnických zařízeních.

## Vysvětlení pojmu
Lékařská etika je oblast etiky, která se zabývá morálními otázkami a dilematy v lékařské praxi a souvisejícím vědeckém výzkumu. Jejím cílem je poskytovat vodítka a pravidla pro správné a spravedlivé chování zdravotnických pracovníků při péči o pacienty a zajistit, aby lékařská péče byla nejen efektivní, ale také morálně a eticky přijatelná.
Lékařská etika se často zabývá otázkami života a smrti. Mezi závažná témata ve zdravotnictví dále patří práva pacientů, informovaný souhlas, důvěrnost zdravotnické dokumentace, kompetence, neopatrnost a mnoho dalších. Lékařská etika se vyvíjí s pokrokem medicíny a změnami ve společnosti, a proto zahrnuje také diskusi o nových a složitých otázkách, jako jsou například etické aspekty genetického inženýrství, eutanazie, asistované reprodukce a dalších.
Zdravotnická profese má soubor etických norem, které se týkají různých organizací zdravotnických pracovníků a zdravotnických zařízení. Etika nikdy nestagnuje a je vždy aktuální. To, co je považováno za přijatelné v současnosti, nemuselo být přijatelné před sto lety.

## Historie
Historicky lze západní lékařskou etiku vysledovat až ke směrnicím o povinnostech lékařů ve starověku, jako je Hippokratova přísaha, a k raně křesťanskému učení. První kodex lékařské etiky, Formula Comitis Archiatrorum, byl vydán v 5. století za vlády ostrogótského křesťanského krále Theodorika Velikého. Ve středověku a raném novověku se tento obor rozvíjel prostřednictvím islámských učenců, jako Ishaq ibn Ali al-Ruhawi (napsal Chování lékaře, první knihu věnovanou lékařské etice), Avicenna (Kánon medicíny) a Muhammad ibn Zakariya ar-Razi (na západě známý jako Rhazes), židovských myslitelů, jako Maimonides, římskokatolických scholastických myslitelů, jako Tomáš Akvinský, a analýzy jednotlivých případů (kazuistice) katolické morální teologie. Tyto intelektuální tradice pokračují v katolické, islámské a židovské lékařské etice.
Termín lékařská etika se poprvé objevil v roce 1803, kdy anglický lékař Thomas Percival vydal dokument popisující požadavky a očekávání lékařů ve zdravotnických zařízeních. V roce 1815 přijal parlament Spojeného království zákon o lékárnách, který zavedl povinnou praxi a formální kvalifikaci pro tehdejší lékárníky pod licencí Společnosti lékárníků. To byl počátek regulace lékařského povolání ve Spojeném království. Americká lékařská asociace přijala v roce 1847 svůj první etický kodex, který se do značné míry opíral o Percivalovu práci. V průběhu let 1903, 1912 a 1947 byly provedeny revize původního dokumentu. Lékařská etika je široce přijímána a praktikována po celém světě.
Od poloviny 19. století až do 20. století se kdysi důvěrné vztahy mezi lékaři a pacienty stávaly méně významnými a méně důvěrnými, což někdy vedlo k pochybení a mělo za následek menší důvěru veřejnosti a posun rozhodovací pravomoci od paternalistického modelu lékaře k dnešnímu důrazu na autonomii a sebeurčení pacienta.
Lékařská etika jakožto vědní obor vznikla ve druhé polovině dvacátého století. Podnětem k ustavení lékařské etiky jako soustavně pěstovaného oboru, byla otřesná zjištění o chování nacistických lékařů za druhé světové války, kteří prováděli pokusy na vězních v koncentračních táborech. Vězňové se stali nedobrovolnými pokusnými osobami, nebyl brán ohled na jejich vůli, ani na jejich utrpení, mnozí experimenty nepřežili nebo si nesli trvalé tělesné i psychické následky. Lékařské stavovské organizace svobodného světa se proto rozhodly zformulovat pevné, jednoduché a evidentní zásady, které by byly vodítkem etického uvažování a rozhodování každého lékaře. V roce 1947 tak vznikl Norimberský kodex, který stanovil základy pro etický přístup k lékařskému výzkumu a stanovil klíčové principy ochrany práv a bezpečnosti účastníků výzkumu. Norimberský kodex měl zásadní vliv na formulaci dalších etických směrnic a pravidel pro výzkum s lidskými subjekty, včetně Helsinské deklarace a Belmontské zprávy. Tyto dokumenty pomohly formalizovat a rozšířit etické zásady stanovené Norimberským kodexem a zajistily širší ochranu účastníků výzkumu na celém světě.
V roce 1953 přijala Mezinárodní rada sester (ICN) Mezinárodní etický kodex pro sestry. Postupem času prošel několika revizemi a zatím poslední úprava je z roku 2000. V šedesátých a sedmdesátých letech 20. století prošla velká část diskuze o lékařské etice dramatickou změnou na základě liberální teorie a procedurální spravedlnosti a do značné míry se přetvořila v bioetiku. Bioetika je reflexí morálky se zřetelem na etické, právní a sociální aspekty biomedicíny a biotechnologií, její základní charakteristikou je mezioborovost.
Od 70. let 20. století je rostoucí vliv etiky v současné medicíně patrný z rostoucího využívání ústavních a nemocničních etických komisí při provádění klinického hodnocení, rozšiřování role klinických etiků a začleňování etiky do učebních osnov mnoha lékařských fakult.
Po řadě diskusí formulovali v roce 1979 Tom Beauchamp a James Childress ve své učebnici Principles of Biomedical Ethics (Zásady biomedicínské etiky) čtyři základní zásady lékařské etiky, čtyři morální principy, které mají být posuzovány a zvažovány navzájem. Tyto čtyři principy jsou:
- respektování autonomie – pacient má právo odmítnout léčbu nebo si ji sám zvolit
- prospěšnost – lékař by měl vždy jednat v nejlepším zájmu pacienta
- nepoškozování – nepůsobit pacientovi újmu
- spravedlnost – týká se rozdělování omezených zdravotnických zdrojů a rozhodování o tom, kdo dostane jakou léčbu

### Etický kodex České lékařské komory
Od roku 1996 existuje Etický kodex České lékařské komory. Jedná se o stavovský předpis, který upravuje podmínky výkonu lékařského povolání v České republice, vztah k pacientovi a ke kolegům.

## Zásady lékařské etiky

### Respektování autonomie
Autonomie je schopnost jedince činit racionální, neovlivněná rozhodnutí. Princip autonomie nahlíží na právo jednotlivce na sebeurčení, které je zakotveno ve společenském respektu ke schopnosti jednotlivce svobodně a informovaně rozhodovat o osobních záležitostech. Autonomie nabyla na významu s tím, jak se společenské hodnoty posunuly k definování kvality lékařské péče z hlediska dopadů, které jsou důležité spíše pro pacienta a jeho rodinu než pro zdravotníky. Rostoucí význam autonomie lze vnímat jako společenskou reakci proti paternalistickému modelu ve zdravotnictví, který nepředpokládá u pacienta schopnost partnerského vztahu a kde lékař jedná s pacientem jako rodič s nedospělým dítětem.
Psychiatři a kliničtí psychologové jsou často žádáni, aby posoudili schopnost pacienta rozhodovat o životě a smrti na konci života. Osoby s psychiatrickým onemocněním, jako je delirium nebo klinická deprese, mohou být neschopné činit rozhodnutí v závěru života. U těchto jedinců může být žádost o odmítnutí léčby posuzována v kontextu jejich stavu. Pokud neexistuje jasná předběžná směrnice, která by stanovila opak, u duševně nezpůsobilých osob se postupuje v souladu s jejich nejlepším zájmem. To zahrnuje posouzení, jaká rozhodnutí by daný jedinec učinil, kdyby neztratil způsobilost, za účasti osob, které daného jedince nejlépe znají. Osoby duševně způsobilé činit rozhodnutí o ukončení života mohou odmítnout léčbu s vědomím, že může zkrátit jejich život. Při rozhodování jim mohou pomáhat psychiatři a psychologové.

#### Informovaný souhlas
V ustanovení čl. 5 Úmluvy o lidských právech a biomedicíně se uvádí, že jakýkoli zákrok v oblasti péče o zdraví je možno provést pouze za podmínky, že k němu dotyčná osoba poskytla svobodný a informovaný souhlas. Informovaný souhlas znamená právo pacienta na informace týkající se doporučené léčby, aby byl schopen učinit promyšlené a dobrovolné rozhodnutí o své péči. Aby pacient mohl dát informovaný souhlas, musí být způsobilý rozhodovat o své léčbě a musí mu být předloženy relevantní informace týkající se doporučení léčby, včetně její povahy a účelu, zátěže, rizik a potenciálních přínosů všech možností a alternativ. Po obdržení těchto informací a jejich pochopení může pacient učinit plně informované rozhodnutí, zda s léčbou souhlasí, nebo ji odmítá. Pokud pacient navrhovaný výkon odmítá, lze tak učinit jen formou písemného prohlášení. Za určitých okolností může existovat výjimka z nutnosti informovaného souhlasu, mimo jiné v případech neodkladných výkonů k záchraně života či zdraví a také v situaci, kdy osoba jevící známky duševní choroby nebo intoxikace ohrožuje sebe či své okolí.
Etické pojetí informovaného souhlasu se uplatňuje také v prostředí klinického výzkumu. Všichni lidé účastnící se výzkumu se musí dobrovolně rozhodnout pro účast ve studii poté, co byli plně informováni o všech relevantních aspektech výzkumné studie, které jsou pro rozhodnutí o účasti ve studii nezbytné. Informovaný souhlas je etickou i právní povinností. Pokud před zákrokem, léčbou nebo účastí ve výzkumu není získán řádný souhlas, mohou být poskytovatelé odpovědni za případné ublížení na zdraví nebo jiné protiprávní jednání.

### Prospěšnost
Termín beneficence (prospěšnost) se vztahuje na jednání, které podporuje blaho druhých. V lékařském kontextu to znamená, že se jedná o jednání, které slouží nejlepším zájmům pacientů a jejich rodin.
Když pacient nesouhlasí s doporučením, o němž se zdravotníci domnívají, že jsou v jeho nejlepším zájmu, může se princip autonomie dostat do konfliktu s beneficencí. Různé společnosti řeší takový konflikt různými způsoby. Západní medicína obecně respektuje přání duševně způsobilého pacienta rozhodovat se sám, a to i v případech, kdy se lékařský tým domnívá, že nejedná v pacientově nejlepším zájmu. Mnoho jiných společností však dává přednost beneficenci před autonomií. Lidé považovaní za duševně nezpůsobilé nebo trpící duševní poruchou mohou být léčeni nedobrovolně.
V situacích, kdy pacient může představovat ohrožení pro své okolí například svou agresivitou nebo nebezpečnou infekcí, se přihlíží také k dobru těch druhých. Tento dvojí zřetel je však kontroverzním tématem. Soudobá kultura ctí hodnoty individualismu a proto reaguje negativně na něco, co pokládá za projev kolektivismu. Omezování práv jednotlivce v zájmu dobra těch druhých je proto přijímáno dosti negativně.

### Nepoškozování
Koncept nonmaleficence (nepoškozování) je obsažen v latinské větě primum non nocere (především neškodit) a zavazuje lékaře a zdravotníky, aby pacientovi nepůsobili újmu. Mnozí se domnívají, že by mělo jít o hlavní či primární hledisko (odtud primum), že důležitější je neublížit pacientovi než mu prospět. Tento princip je součástí Hippokratovy přísahy, kterou lékaři skládají. Nejenže důležitější než prospět je neublížit, ale je také důležité vědět, jaká je pravděpodobnost, že by léčba pacientovi mohla ublížit. Lékař by tedy měl jít dále než nepředepisovat léky, o kterých ví, že jsou škodlivé. Neměl by předepisovat léky, nebo jinak léčit pacienta, pokud se neujistí, že očekávané přínosy léčby převažují nad jejími pravděpodobnými riziky (benefit/risk) a že pacient rozumí možným rizikům a přínosům.
V praxi je však mnoho léčebných postupů spojeno s určitým rizikem poškození. Za určitých okolností, např. v bezvýchodných situacích, kdy by výsledek bez léčby byl závažný, bude léčba, u níž je vysoká pravděpodobnost, že pacienta poškodí, oprávněná, protože neléčený stav by velmi pravděpodobně také vedl k poškození (např. amputace končetiny při akutní sepsi z lokálního infektu). Zásada nonmaleficence tedy není absolutní a vyvažuje se zásadou beneficence (prospěšnosti).

### Spravedlnost
Zdravotní péče by měla být poskytována spravedlivě a bez diskriminace. Lékaři by měli dbát na rovný přístup k lékařským službám bez ohledu na pacientův socioekonomický status, etnickou příslušnost, věk, pohlaví nebo jiné charakteristiky. Spravedlnost může také znamenat, že zdroje jsou rozdělovány podle potřeby. To znamená, že pacienti s větší zdravotní potřebou nebo naléhavějšími stavy by měli mít přednostní přístup k léčbě a zdrojům.

#### Alokace
Spravedlnost v kontextu lékařské etiky a zdravotnické péče úzce souvisí s alokací (rozdělováním) zdravotnických zdrojů. Alokace zdravotnických zdrojů zahrnuje rozhodování o tom, jak se budou distribuovat omezené zdroje, jako jsou léky, zdravotnické přístroje, lůžka na jednotkách intenzivní péče a lidské zdroje (například lékaři a sestry). Zásada distribuční spravedlnosti se zabývá tím, jakým způsobem jsou zdroje rozdělovány mezi různými skupinami lidí. V situacích, jako je pandemie nebo přírodní katastrofy, se spravedlnost v alokaci stává ještě důležitější. V takových případech je nutné rychle a efektivně rozhodovat o tom, jak co nejlépe využít omezené zdroje pro záchranu co největšího počtu životů.

## Prosazování a kontrola
Dodržování lékařské etiky je klíčové pro udržení důvěry mezi pacienty a zdravotnickými pracovníky a pro zajištění kvalitní a spravedlivé zdravotní péče. Mechanismy pro kontrolu a prosazování lékařské etiky zahrnují profesní organizace, právní rámec, vzdělávání a osvětu, etické komise a vnitřní procesy ve zdravotnických zařízeních.

### Profesní organizace a regulátoři
- Lékařské komory: Profesní organizace, jako jsou lékařské komory, vytvářejí a dohlížejí na dodržování etických kodexů. V Česku například Česká lékařská komora zajišťuje, že lékaři dodržují stanovené etické normy.
- Licence a akreditace: Lékaři a zdravotnická zařízení musí získat a udržovat licence a akreditace, které často zahrnují dodržování etických standardů.

### Etické kodexy a směrnice
- Etické kodexy: Profesní etické kodexy poskytují konkrétní směrnice, které zdravotničtí pracovníci musí dodržovat. Tyto kodexy jsou pravidelně aktualizovány, aby odrážely nové výzvy a změny v medicíně.
- Právní předpisy: Mnoho aspektů lékařské etiky je zakotveno v zákonech, které stanovují povinnosti zdravotnických pracovníků a práva pacientů.

### Etické komise
- Nemocniční etické komise: Tato tělesa hodnotí a radí v složitých etických otázkách a dilematech, která se mohou objevit v klinické praxi. Mohou poskytovat doporučení, jak postupovat v konkrétních případech.
- Etické komise pro výzkum: Tyto komise dohlížejí na etické aspekty lékařského výzkumu, zajišťují ochranu účastníků výzkumu a soulad s etickými standardy.[26]

### Vzdělávání a osvěta
- Lékařské vzdělávání: Vzdělávání v oblasti lékařské etiky je součástí lékařských studií a kontinuálního vzdělávání zdravotnických pracovníků. Kurzy a semináře pomáhají lékařům pochopit a aplikovat etické principy.
- Osvěta: Organizace a zdravotnická zařízení často pořádají osvětu a školení pro personál na téma etiky.

### Interní procesy a kontrolní mechanismy
- Interní audity a hodnocení: Nemocnice a kliniky provádějí interní audity a hodnocení, aby zajistily, že jejich praxe odpovídá etickým normám.
- Stížnosti a disciplinární řízení: Pacienti a zaměstnanci mohou podávat stížnosti na neetické chování. Profesní organizace a regulační orgány mohou zahájit disciplinární řízení proti zdravotnickým pracovníkům, kteří porušují etické normy.

## Modely zdravotní péče

### Partnerský model
Partnerský model lékařské péče představuje posun od tradičního paternalistického přístupu. Představuje optimální přístup z etického hlediska, který klade důraz na spolupráci a rovné postavení mezi lékařem a pacientem. Tento model na pacienta orientovaný model je založen na myšlence, že pacienti by měli být aktivními účastníky v rozhodovacím procesu týkajícím se jejich zdraví a léčby, a ne jen pasivními příjemci péče. Partnerský model se snaží o maximalizaci autonomie pacienta a o posílení jejich role ve vlastním léčebném procesu. Pacient tak cítí větší díl zodpovědnosti sám za sebe, celkový přehled o léčbě posiluje jeho psychickou stránku, má větší důvěru v lékaře a tím přispívá k pozitivnímu průběhu nemoci.
Partnerský model zdravotní péče se v posledních desetiletích prosazuje také v Česku. Jeho většímu rozšíření nicméně stále brání řada překážek na straně zdravotníků (např. zvyk či nechuť k osobní angažovanosti.) i pacientů (nepřipravenost na spoluodpovědnost a rozhodování související s léčbou a na rovnocenný vztah s lékařem).

### Deficitní modely
Deficitní (nedostatkové) modely lékařské péče odkazují na přístupy k poskytování zdravotní péče, které vykazují nedostatky či omezení v různých aspektech, a to jak v organizaci a struktuře zdravotního systému, tak v samotné lékařské praxi. Tyto modely často vedou k nedostatečnému plnění etických a profesních standardů.

#### Paternalistický model
Paternalistický model představuje přístup k nemocnému orientovaný na lékaře a chorobu. Lékař se snaží být objektivní a myslet racionálně, ale přitom jedná s pacientem jako rodič s nedospělým dítětem. Vyžaduje poslušnost, nevede s pacientem dialog, nezajímá se o jeho názory a nepředpokládá u pacienta schopnost partnerského vztahu.

#### Byrokratický (úřednický) model
Byrokratický model zdravotní péče byl uplatňován v socialistickém zdravotnicvtí. Klade důraz na administrativní procesy, standardizaci a dodržování předpisů a pravidel v rámci zdravotnického systému. Přitom nerespektuje pacientovu autonomii a tím dochází k depersonalizaci (odosobnění) vztahu lékař–pacient. Pacienti se cítí jako čísla v systému spíše než jako lidé s individuálními potřebami a lékař nepřistupuje k pacientovi jako k jedinečné osobnosti, ale jako k jednomu z mnohých, jako k tomu, který má diagnózu a potřebuje recept či zákrok.

#### Komerční (tržní) model
Komerční model zdravotní péče je přístup, který při poskytování zdravotní péče klade důraz na principy trhu a konkurence. Tento model často funguje na základě soukromého sektoru a je motivován ziskem, přičemž pacienti jsou považováni za zákazníky. V systému zdravotní péče se často objevuje více poskytovatelů, kteří soutěží o pacienty na základě kvality, ceny a dostupnosti služeb. Komerční model zdravotní péče může přinést určité výhody, jako jsou inovace a zlepšení kvality, ale také s sebou nese rizika, zejména v oblasti nerovnosti v přístupu k péči a potenciálního konfliktu zájmů mezi ziskem a zdravím pacientů.

#### Juristický (právnický) model
V juristickém modelu vystupují lékař a pacient jako odpůrčí strany sporu. Pacient představuje stranu potenciálně žalující a lékař stranu potenciálně žalovanou, při jejímž pochybení (skutečném i domnělém) zasahuje soud.

#### Expertní (vědecký) model
Expertní model lékařské péče je přístup, kdy dominantním zájmem lékaře je zdokonalování odborné erudice, vědeckých poznatků a jejich publikací. Pacient je v tomto modelu nenápadně odsunut do pozice pozorovaného objektu či pokusné osoby.